# 1,4-divinylbenzeen
1,4-divinylbenzeen is een aromatische verbinding met als brutoformule C10H10. De verbinding bestaat uit een benzeenring, waaraan twee vinylgroepen zijn vastgehecht. Door aanwezigheid van deze vinylgroepen kan de verbinding makkelijk polymeriseren. Doordat 1,4-divinylbenzeen de hoogste mate van symmetrie bezit ten opzichte van de andere 2 divinylbenzeenverbindingen, is deze verbinding vast en niet vloeibaar.

## Synthese
1,4-divinylbenzeen kan bereid worden door katalytische dehydrogenering van 1,4-di-ethylbenzeen. Hierbij wordt ijzer(III)oxide als katalysator gebruikt.